# Aleksandr Beketov
Aleksandr Vladimirovič Beketov (in russo Александр Владимирович Бекетов?; Voskresensk, 14 marzo 1970) è un ex schermidore russo, vincitore di una medaglia d'oro ed una d'argento nella scherma ai giochi olimpici.